# Žirafa (ozvezdje)
Žirafa (latinsko Camelopardalis) je ozvezdje severne nebesne poloble in eno od 88 sodobnih ozvezdij, ki jih je priznala Mednarodna astronomska zveza. Ni bilo med Ptolemejevimi 48-timi ozvezdji. Prvi je ozvezdje nakazal Jakob Bartsch leta 1624, tvoril ga je morda že prej Petrus Plancius. Vpeljal ga je Johannes Hevel leta 1690.

## Znana nebesna telesa v ozvezdju

### Zvezde
- α Cam, modra nadorjakinja, spektralni razred O9.5Iae (O9.5Ia SB:), navidezni sij 4,26m, oddaljenost od Sonca 6936 sv. l.
- β Cam, dvozvezdje, spektralni razred G0 Ib (G1 Ib-IIa), navidezni sij 4,03m, oddaljenost od Sonca 997 sv. l.
- γ Cam, bela podorjankinja, spektralni razred A2 IVn, navidezni sij 4,59m, oddaljenost od Sonca 335 sv. l.
- CS Cam, dvozvezdje, prva komponenta modro-bela nadorjakinja, spektralni razred B9 Ia, navidezni sij 4,21m, oddaljenost od Sonca 4289 sv. l.
- Z Cam, kataklizmična spremenljivka.
- 7 Cam, trozvezdje, prva komponenta A pritlikavka glavnega niza, spektralni razred A1 V, navidezni sij 4,43m.
- BE Cam, svetla orjakinja, spektralni razred M2 II, nepravilna spremenljivka, navidezni sij 4,35-4,48m, oddaljenost 965 sv. l.
- HD 104985, rumena orjakinja, spektralni razred G9 III, navidezni sij 5,79m, oddaljenost 333 sv. l., planet b.